# Elnoretta acracanthoides
Elnoretta acracanthoides är en tvåvingeart som beskrevs av Alexander 1929. Elnoretta acracanthoides ingår i släktet Elnoretta och familjen storharkrankar. Inga underarter finns listade i Catalogue of Life.